# 171-es busz (Debrecen)
A debreceni 171-es autóbusz a 17Y-hoz hasonlóan a Segner térig közlekedett, azonban a Határ útról indulva – megszüntetéséig – betért az Inter Tan-Ker Zrt-hez. 2011. július 1-jétől felszámolták a járatot, menetrendjét a 46-os buszéval vonták össze.